# Baraka Djoma SSG
Baraka Djoma Societè Sportive et General w skrócie Baraka Djoma SGG – gwinejski klub piłkarski, grający niegdyś w pierwszej lidze gwinejskiej, mający siedzibę  w mieście Konakry.

## Sukcesy
- Puchar Gwinei[1]
  - zwycięstwo (1): 2009.

## Występy w afrykańskich pucharach
| Sezon | Rozgrywki           | Runda   | Kraj          | Klub                   | Dom | Wyjazd | Dwumecz |
| ----- | ------------------- | ------- | ------------- | ---------------------- | --- | ------ | ------- |
| 2010  | Puchar Konfederacji | wstępna | Gwinea Bissau | Sport Bissau e Benfica | 3–2 | 0–0    | 3–2     |
| 2010  | Puchar Konfederacji | 1       | Maroko        | FUS Rabat              | 0–0 | 0–1    | 0–1     |

## Stadion
Domowe mecze klub rozgrywa na stadionie o nazwie Stade Municipal de Coléah w Konakry, który może pomieścić 1000 widzów.

## Reprezentanci kraju grający w klubie od 1996 roku
Stan na czerwiec 2023.
| - Abdoul Aziz Keita |